# Ľudovít Polák
Ľudovít Polák (* 8. října 1935) byl slovenský a československý politik a bezpartijní poslanec Sněmovny národů Federálního shromáždění za normalizace.

## Biografie
K roku 1971 se uvádí jako vedoucí provozu. Ve volbách roku 1971 zasedl do slovenské části Sněmovny národů (volební obvod č. 112 - Námestovo, Středoslovenský kraj). Ve FS setrval do konce funkčního období, tedy do voleb roku 1976 (obvod Trnava).